# Alexandru Nicolae
Alexandru Nicolae (n. 17 mai 1955, Buzău, România) este un fost fotbalist român care a activat pe postul de fundaș.

## Activitate
- Gloria Buzău (1979-1980)
- Olt Scornicești (1980-1983)
- Dinamo București (1983-1989)